# Alive III
| Оценки критиков | Оценки критиков |
| Источник        | Оценка          |
| --------------- | --------------- |
| AllMusic        | [ 1 ]           |
| Q               | [ 2 ]           |

Alive III — третий концертный альбом американской рок-группы Kiss, вышедший в 1993 году.

## Об альбоме
Альбом записан во время тура в поддержку Revenge и состоит из выступлений в Детройте, Индианаполисе и Кливленде.
Во время записи Alive II Kiss не хотели дублировать композиции, присутствующие на Alive!, в то время как Alive III содержит некоторые композиции своих предшественников.
Журнал Kerrang! поставил Alive III на 11-ю позицию лучших альбомов 1993 года. «The Star-Spangled Banner» в исполнении Брюса Кулика получил 7-ю строчку в рейтинге «10 лучших гитарных версий национального гимна», оказавшись перед версией Эйса Фрейли и после версии Джо Сатриани.
В октябре 1994 года альбому был присвоен золотой сертификат продаж RIAA.

## Список композиций
| №   | Название                           | Автор(ы)                             | Основной вокал              | Длительность |
| --- | ---------------------------------- | ------------------------------------ | --------------------------- | ------------ |
| 1.  | «Creatures of the Night»           | Пол Стэнли, Адам Митчелл             | Стэнли                      | 4:40         |
| 2.  | «Deuce»                            | Джин Симмонс                         | Симмонс                     | 3:42         |
| 3.  | «I Just Wanna»                     | Стэнли, Винни Винсент                | Стэнли                      | 4:21         |
| 4.  | «Unholy»                           | Симмонс, Винсент                     | Симмонс                     | 3:43         |
| 5.  | «Heaven's on Fire»                 | Стэнли, Дезмонд Чайлд                | Стэнли                      | 4:02         |
| 6.  | «Watchin' You»                     | Симмонс                              | Симмонс                     | 3:35         |
| 7.  | «Domino»                           | Симмонс                              | Симмонс                     | 3:47         |
| 8.  | «I Was Made for Lovin' You»        | Стэнли, Чайлд, Вини Понция           | Стэнли                      | 4:31         |
| 9.  | «I Still Love You»                 | Стэнли, Винсент                      | Стэнли                      | 6:04         |
| 10. | «Rock and Roll All Nite»           | Стэнли, Симмонс                      | Симмонс                     | 3:33         |
| 11. | «Lick It Up»                       | Стэнли, Винсент                      | Стэнли                      | 4:18         |
| 12. | «Forever»                          | Стэнли, Майкл Болтон                 | Стэнли                      | 4:20         |
| 13. | «Take It Off *»                    | Стэнли, Эзрин, Кейн Робертс          | Стэнли                      | 6:04         |
| 14. | «I Love It Loud»                   | Симмонс, Винсент                     | Симмонс                     | 3:40         |
| 15. | «Detroit Rock City»                | Стэнли, Эзрин                        | Стэнли                      | 5:11         |
| 16. | «God Gave Rock 'N' Roll to You II» | Стэнли, Симмонс, Эзрин, Расс Баллард | Стэнли, Симмонс             | 5:21         |
| 17. | «The Star Spangled Banner»         | Фрэнсис Скотт Ки                     | Инструментальное исполнение | 2:38         |

(* — «Take It Off» является бонусом к европейскому, североамериканскому и японскому релизам, а также появляется в бокс-сете Kiss Alive! 1975–2000)

## Участники записи
- Пол Стэнли — ритм-гитара, ведущий вокал
- Джин Симмонс — бас-гитара, ведущий вокал
- Брюс Кулик — соло-гитара, бэк-вокал
- Эрик Сингер — ударные, бэк-вокал

а также
- Дерек Шеринян — клавишные, бэк-вокал